# Dampierre-sur-Boutonne
Dampierre-sur-Boutonne és un municipi de la regió de la Nova Aquitània, departament del Charente Marítim, a França.